# Alipay
Alipay (chinês tradicional: 支付寶, chinês simplificado: 支付宝)) é uma plataforma de pagamento móvel e online de terceiros, estabelecida em Hangzhou, China em fevereiro de 2004 pelo Alibaba Group e seu fundador Jack Ma. Em 2015, a Alipay mudou sua sede para Pudong, Xangai, embora sua empresa-mãe, a Ant Financial, continue sediada em Hangzhou.
Alipay ultrapassou o PayPal como a maior plataforma de pagamento móvel do mundo em 2013. Em 31 de março de 2018, o número de usuários Alipay atingiu 870 milhões. É a organização de serviços de pagamento móvel número um do mundo e a segunda maior organização de serviços de pagamento do mundo. De acordo com as estatísticas do quarto trimestre de 2018, a Alipay tem uma participação de 55,32% no mercado de pagamentos de terceiros na China continental e continua crescendo.

## História
O serviço foi lançado pela primeira vez em 2003, pela Taobao. O PBOC, o banco central da China, emitiu regulamentos de licenciamento em junho de 2010 para provedores de pagamento terceirizados. Também emitiu diretrizes separadas para instituições de pagamento com financiamento estrangeiro.  Por causa disso, Alipay, que respondeu por metade do mercado de pagamento online não bancário da China , foi reestruturada como uma empresa nacional controlada pelo CEO da Alibaba, Jack Ma, a fim de facilitar a aprovação regulamentar para a licença. A transferência da propriedade de Alipay em 2010 foi polêmica, com relatos na mídia em 2011 de que o Yahoo! e Softbank ( acionistas controladores do Grupo Alibaba ) não foram informados da venda pelo valor nominal. As publicações de negócios chinesas Century Weekly criticaram Ma, que afirmou que o conselho de administração do Alibaba Group estava ciente da transação. O incidente foi criticado pela mídia estrangeira e chinesa por prejudicar a confiança estrangeira em fazer investimentos chineses. A disputa de propriedade foi resolvida pelo Alibaba Group, Yahoo! E Softbank em julho de 2011.
Em 2013, a Alipay lançou uma plataforma de produtos financeiros chamada Yu'ebao (余额 宝). Em junho de 2013, a empresa ainda tinha o que chamou de "um pequeno problema de papelada" com a Comissão Reguladora de Valores da China, mas a empresa disse que planejava expandir o produto enquanto eles são resolvidos.
Em 2015, a empresa-mãe da Alipay foi renomeada como Ant Financial Services Group.
Em 2017, a Alipay lançou seu serviço de pagamento por reconhecimento facial.
Em 2020, Alipay passou de um instrumento financeiro de pagamento para uma plataforma aberta para a vida digital.

## Serviços

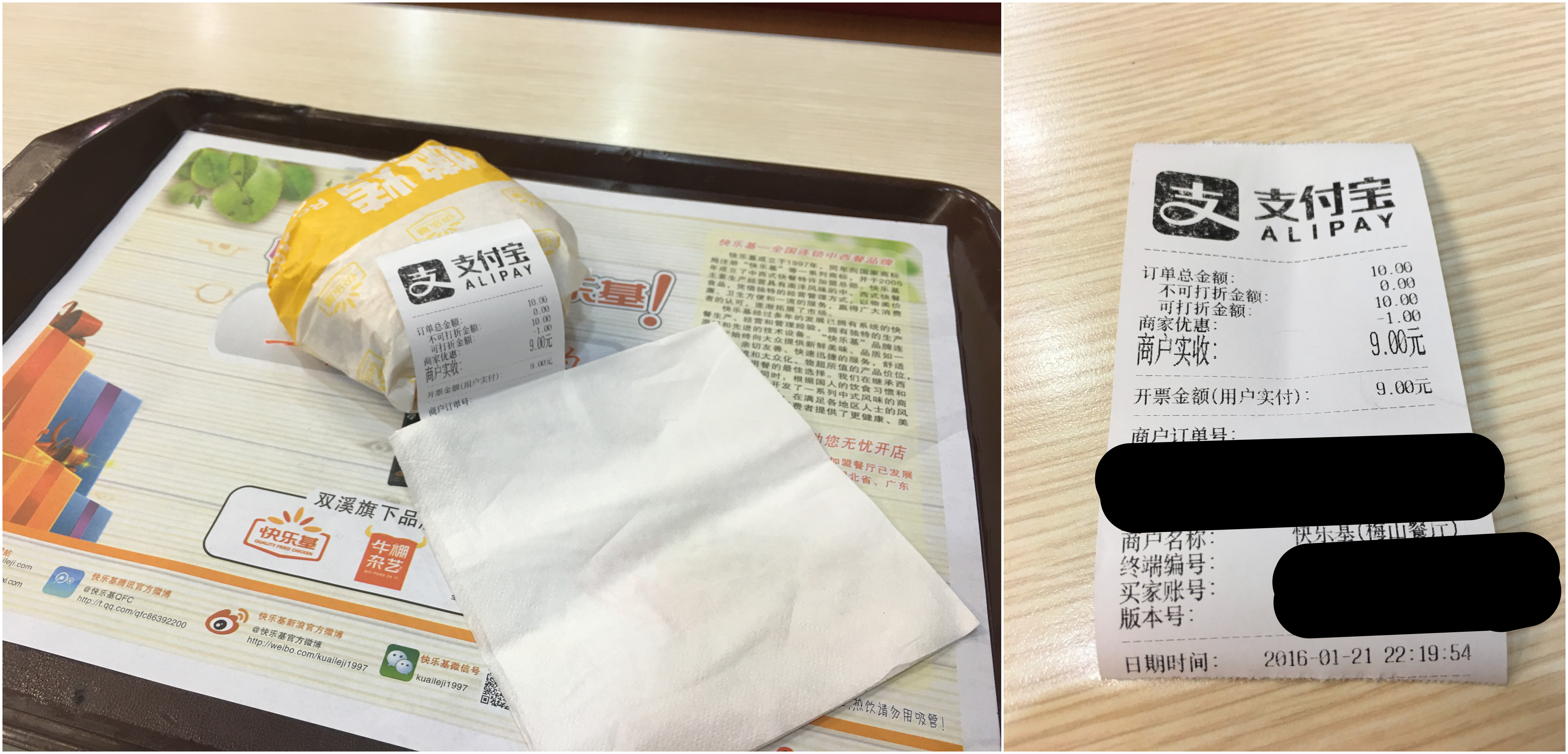
Pedidos de comida com Alipay na China Continental

Alipay afirma que opera com mais de 65 instituições financeiras, incluindo Visa e MasterCard para fornecer serviços de pagamento para Taobao e Tmall, bem como mais de 460.000 empresas chinesas online e locais.
Desde dezembro de 2013, várias cadeias de lojas de conveniência, incluindo Meiyijia, Hongqi Chain e Qishiduo C-STORE e 7-Eleven, apoiaram sucessivamente o pagamento da Alipay; em dezembro, os motoristas de táxi de Pequim começaram a aceitar Alipay para pagar a tarifa. Posteriormente, Wanda Cinema, Joy City, Wangfujing e outras empresas de varejo de grande escala, bem como cinemas, KTV e empresas de catering têm acesso ao Alipay.
A partir de 26 de março de 2019, será cobrada a taxa de serviço para o pagamento do cartão de crédito através do Alipay. Os clientes pagam apenas a parte do pagamento que excede 2.000 yuans a 0,1%.
Em novembro de 2019, a Alipay lançou o Tourpass, um componente de serviço que permite que usuários não chineses usem seu recurso de pagamento móvel ao pré-carregar moeda estrangeira equivalente em Yuan chinês no aplicativo.
Em 2020, Alipay usou um sistema de código QR para ajudar a conter o surto COVID-19. O sistema de código de saúde marca os usuários em uma das três cores de acordo com sua localização, informações básicas de saúde e histórico de viagens.

## Expansão internacional
Internacionalmente, mais de 300 comerciantes em todo o mundo usam Alipay para vender diretamente aos consumidores na China.  Atualmente suporta transações nas 18 principais moedas estrangeiras.
Desde o lançamento da Alipay na China Continental, a Ant Financial introduziu uma série de expansão dos serviços para outros países.

### Ásia

#### Bangladesh
Em 2018, a Alipay comprou 20% das ações da provedora de serviços financeiros móveis de Bangladesh, bKash Limited.

#### Hong Kong
Em 2017, a Ant Financial se expandiu para Hong Kong. Em joint venture com a CK Hutchison, como Alipay Payment Services (HK), lançou a marca "AlipayHK". Um aplicativo independente oferece recursos como pagamentos móveis e transferências P2P. Todas as transações são feitas e liquidadas em dólares locais de Hong Kong. O serviço então se tornou disponível nas principais redes de lojas, incluindo McDonald's, 7-Eleven e Circle K. Mercados úmidos e outros comerciantes também foram apoiados. De 2020 a 2021, com o AlipayHK ultrapassando dois milhões de usuários, o serviço passou a ser aceito em MTR, ônibus e balsas.

#### Japão
Alipay entrou no Japão em 2015, com rede de até 38.000. A Ant Financial espera que sua rede no Japão possa ajudar os turistas chineses que estão indo para o Japão.

#### Filipinas
Alipay foi apresentado às Filipinas em 2018 pelo Asia United Bank (AUB). AUB também introduziu o WeChat Pay e pretende usar os dois sistemas de pagamento para atender aos turistas chineses que visitam o país.
A Ant Financial também investiu na Mynt, operadora do serviço móvel GCash que atende ao mercado filipino. Isso ajudou a converter o GCash em um serviço de pagamento móvel sem dinheiro semelhante ao Alipay. Ela também está trabalhando na mudança da marca da carteira móvel para GCash by Alipay até o segundo semestre de 2021.

#### Singapura
Em 2017, a Ant Financial fez parceria com a CC Financial, uma empresa start-up em Singapura. A Alipay planeja expandir seus 20.000 pontos de aceitação em Singapura e abrir sua plataforma para usuários bancários de Singapura.

#### Coreia do Sul
A Alipay foi introduzida na Coreia do Sul em 2015 e agora está disponível em vários comerciantes em todo o país. Os usuários podem até receber uma restituição de impostos instantânea em quatro dos principais aeroportos do país. Em 2019, os táxis em Seul e Starbucks aceitarão o Alipay via Kakaopay.

#### Vietnã
Alipay entrou no Vietnã em 2010, com sua rede de até 21.000.   Ant Financial espera que sua rede no Vietnã possa ajudar os turistas chineses que visitam o país. Atualmente no Vietnã, Davitrans, um serviço de envio proxy, é o único site do país que aceita Alipay como um de seus métodos de pagamento.

### Austrália
Em fevereiro de 2019, a Alipay e a Tourism Australia anunciaram um serviço para promover destinos australianos para turistas chineses usando a cidade de Sydney como um projeto piloto de 12 meses. O novo Sydney City Card apresentará um mapa interativo da cidade no aplicativo Alipay para alertar os turistas sobre os locais e varejistas participantes onde os pagamentos Alipay são bem-vindos. Uma iniciativa semelhante será testada simultaneamente em Queenstown, Nova Zelândia.

### América do Norte

#### Estados Unidos
Ant Financial fez parceria com a First Data em 2017. Ele permite que o serviço Alipay seja usado no ponto de venda com mais de quatro milhões de parceiros de varejo nos Estados Unidos.

#### Canadá
Em 2017, a Alipay fez parceria com a SnapPay para permitir que os varejistas canadenses aceitassem a moeda chinesa de compradores chineses. Existem atualmente 800 comerciantes no Canadá que apóiam a Alipay, incluindo a maioria dos centros comerciais Cadillac Fairview em parceria com a OTT Pay, como o carro-chefe Eaton Centre of Toronto e CF Chinook Centre em Calgary. A Air Canada começou a permitir transações em Alipay para reservar voos do Canadá e dos Estados Unidos a partir de agosto de 2018, após lançar inicialmente o recurso para reserva de voos originários da China.

### Europa

#### Islândia
Alipay fez parceria com Splitti e ePassi na Islândia.

#### Itália
Alipay fez parceria com UniCredit, SIA e Banca Sella Group para permitir pagamentos de aplicativos em lojas físicas e online na Itália.

#### Noruega
Alipay começou a cooperar com a Vipps na Noruega. 30 lojas em Bergen estão prontas para receber clientes Alipay, e em janeiro de 2019 algumas lojas em Oslo estarão prontas.

#### Reino Unido
Alipay fez parceria com Barclaycard no Reino Unido, trazendo Alipay para varejistas do Reino Unido.

## Comparação com outros sistemas de pagamento
Alipay é conceitualmente semelhante ao Apple Pay, WeChat Pay e PayPal porque se sobrepõe aos métodos tradicionais de pagamento com cartão. Embora os usuários recebam notificação imediata da transação, a principal diferença entre o Alipay e um sistema de pagamento instantâneo, como o Venmo ou o Zelle, é que a transferência de fundos entre as contrapartes não é imediata. O tempo de liquidação depende do método de pagamento escolhido pelo cliente, enquanto para sistemas de pagamento instantâneo, os fundos são transferidos em segundos ou minutos.